# Joe Adonis
Joseph Anthony Doto (nacido como Giuseppe Antonio Doto, pronunciación en italiano: /dʒuˈzɛppe anˈtɔːnjo ˈdɔːto/; 22 de noviembre de 1902 – 26 de noviembre de 1971), conocido como Joe Adonis, un mafioso ítalo-estadounidense que fue un importante participante en la formación de la moderna mafia estadounidense. Doto llegó a ser un poderoso caporegime (miembro de alto rango ) en la familia criminal Luciano.

## Primeros años
Adonis nació como Giuseppe Antonio Doto el 22 de noviembre de 1902 en el pequeño pueblo de Montemarano, provincia de Avellino, Italia, hijo de  Michele Doto y Maria De Vito. Tuvo tres hermanos, Antonio, Ettore y Genesio Doto.
En 1909, Adonis y su familia emigraron a los Estados Unidos, a Nueva York. De joven, Adonis se dedicó al hurto. Mientras trabajaba en las calles, se hizo amigo del futuro jefe mafioso Charles "Lucky" Luciano y del mafioso Settimo Accardi, quienes estaban involucrados en las apuestas ilegales. Adonis desarrolló una lealtad a Luciano que duró décadas.
Al inicio de la Prohibición, Luciano, Adonis, Meyer Lansky y Bugsy Siegel iniciaron una operación de contrabando de licor en Brooklyn. Esta operación pronto empezó a proveer grandes cantidades de alcohol a la comunidad de Broadway en Manhattan. Doto asumió el rol de un caballero contrabandista de licores, socializando con la élite del mundo teatral.
A inicios de los años 1920, Doto empezó a hacerse llamar "Joe Adonis" (Adonis era en la mitología griega un bellísimo joven mortal amante de la diosa Afrodita). Es incierto a qué inspiración debió su apodo. Una versión señala que Adonis recibió su sobrenombre de una corista de Ziegfeld Follies con la que estaba saliendo. Otra versión señala que Adonis adoptó el nombre después de leer un artículo en una revista sobre mitología griega.
Extremadamente vanidoso, Adonis pasaba mucho tiempo arreglando su apariencia personal. En una ocasión, Lucky Luciano lo vio peinándose frente a un espejo y le preguntó, "¿Quién te crees que eres, Rodolfo Valentino?" a lo que Adonis respondió, "Por favor, ¡ese fulano es feísimo!". Adonis era primo del capo de la familia criminal Luciano Alan Bono, quien supervisaba las operaciones de Adonis en Greenwich Village, Manhattan.
Adonis se casó con Jean Montemorano, y tuvieron cuatro hijos; Joseph Michael Doto, Jr., Maria Dolores Olmo, Ann Marie Arietta, y Elizabeth Doto. Su hijo Joseph Doto, Jr. se convirtió en un miembro de la familia Genovese y operó garitos criminales en el condado de Bergen, Nueva Jersey.

## Guerra de los Castellammarenses
En los años 1920, Adonis se convirtió en un ejecutor de Frankie Yale, el jefe de algunos garitos en Brooklyn. Mientras trabajaba para Yale, Adonis conoció brevemente al futuro jefe del Chicago Outfit Al Capone, quien también trabajaba para Yale. Mientras tanto, Luciano se convirtió en un ejecutor para Giuseppe "Joe the Boss" Masseria.
Masseria se vio envuelto en la Guerra de los Castellammarenses con su archirrival, Salvatore Maranzano. Maranzano representaba a las pandillas sicilianas, muchas de las cuales venían del pueblo de Castellammare del Golfo. A medida que la guerra progresaba, ambos jefes empezaron a reclutar más soldados. Para 1930, Adonis se había unido a la facción Masseria pero, cuando la guerra empezó a ser desfavorable para éste, Luciano secretamente contactó a Maranzano para cambiar de bando. Cuando Masseria oyó sobre la traición de Luciano, encargó a Adonis que lo matara. Sin embargo, lo que hizo Adonis fue advertir a Luciano acerca del plan para asesinarlo.
El 15 de abril de 1931, Adonis supuestamente participó en el asesinato de Masseria. Luciano había atraído a Masseria a una reunión en un restaurante en Coney Island, Brooklyn. Durante la reunión, Luciano fue al baño y, tan pronto como se hubo ido, Adonis, Vito Genovese, Albert Anastasia y Bugsy Siegel entraron al comedor y dispararon a Masseria, matándolo. Nunca fue acusado nadie del asesinato de Masseria.
Con la muerte de Masseria, la guerra terminó y Maranzano quedó victorioso. Para evitar futuras guerras, Maranzano reorganizó las pandillas ítalo estadounidenses en las Cinco Familias y se nombró a sí mismo como capo di tutti capi ("jefe de todos los jefes"). Luciano y sus leales se mostraron disconformes con la subida al poder de Maranzano. Cuando Luciano descubrió que el desconfiado Maranzano había ordenado su asesinato, Luciano atacó primero. El 10 de septiembre de 1930, varios pistoleros atacaron y mataron a Maranzano en su oficina de Manhattan.

## Imperio criminal
Adonis y Luciano pronto controlaron el contrabando de licores en Broadway y Midtown Manhattan. En ese tiempo, la operación ganaba $12 000 000 (doce millones de dólares) en un año y empleaba a más de 100 personas. Adonis también compró tiendas de automóviles en Nueva Jersey. Cuando los clientes compraban autos de sus tiendas, el vendedor los intimidaba para que compraran un "seguro de protección" para el vehículo. Adonis pronto se cambió a la distribución de cigarrillos, comprando cientos de máquinas expendedoras y llenándolas con cigarrillos robados. Adonis administró su imperio criminal desde Joe's Italian Kitchen, un restaurante de su propiedad en Brooklyn. Para 1932, Adonis también era un importante poder criminal en Brooklyn. A pesar de su riqueza, Adonis aún participaba en robos a joyerías, un recuerdo de su temprana carrera criminal en las calles. 
En 1932, Adonis supuestamente participó en el secuestro y paliza que dieron en Brooklyn a Isidore Juffe e Issac Wapinsky. En 1931, Adonis había prestado dinero a los dos individuos para una inversión. En 1932, los secuestró, decidiendo que debía recibir una mayor ganancia. Después de dos días, Adonis los soltó luego de recibir un pago de 5,000 dólares como recompensa. Un mes más tarde, Wapinsky murió de las heridas internas ocasionadas cuando le pegaron.
Adonis incluyó a muchos políticos y altos oficiales de policía en su nómina de pagos. Adonis utilizaba su influencia política para ayudar a miembros de la familia criminal Luciano como Luciano y Genovese, y mafiosos asociados como Meyer Lansky y Louis "Lepke" Buchalter, el jefe de Murder, Inc.
Como un miembro del directorio, Adonis, junto con Buchalter, pueden haber sido responsables de ordenar algunas órdenes de asesinato a Murder Inc.

## Escrutinio gubernamental
En 1936, los fiscales apresaron a Luciano con cargos de proxenetismo y lo mandaron a una prisión estatal por 30 años. El subjefe Vito Genovese permaneció al frente de la familia hasta que huyó a Italia en 1937 para evitar una investigación por asesinato. Luciano dejó a Frank Costello, un aliado de Adonis, a cargo de la familia y a Adonis del Sindicato.
El 27 de abril de 1940, Adonis fue denunciado en Brooklyn bajo los cargos de secuestro, extorsión y asalto en el caso de 1932 Juffe/Wapinsky. Sin embargo, el 24 de febrero de 1941, el fiscal solicitó un sobreseimiento del caso por falta de evidencia.
En los años 1940, Adonis mudó sus garitos de apuestas a Nueva Jersey. La campaña del alcalde Fiorello LaGuardia contra las apuestas ilegales hizo demasiado difíciles los negocios en Nueva York. Adonis trasladó a su familia a una lujosa casa en Fort Lee, Nueva Jersey. Adonis abrió un casino en Lodi, Nueva Jersey, y brindó servicios de limusinas desde Nueva York. Durante el mismo periodo, Adonis se hizo socio de Meyer Lansky en un casino ilegal en Hallandale Beach, Florida.
El 10 de febrero de 1946, tras haber sido escoltado desde la prisión hasta un barco en el puerto de Brooklyn, Luciano fue deportado a Italia. En diciembre de 1946, Adonis y Luciano se encontraron en la famosa conferencia de La Habana de jefes del crimen organizado estadounidense. El objetivo de Luciano en la conferencia era ganar de nuevo su influencia, utilizando Cuba como base. Siendo un partidario leal, Adonis aceptó de buena gana en ceder su poder en el Sindicato a Luciano. Sin embargo, el gobierno estadounidense pronto descubrió la presencia de Luciano en La Habana y presionó al gobierno cubano para que lo expulsara. El 24 de febrero de 1947, Luciano fue subido a un barco por las autoridades cubanas para deportarlo de vuelta a Italia.
El 12 de diciembre de 1950, Adonis fue citado anta la Comisión Kefauver del Senado de los Estados Unidos sobre crimen organizado. Adonis repetidas veces se negó a testificar, citando su derecho contra la autoincriminación bajo la Quinta Enmienda. Aunque Adonis evitó que se le levantaran cargos, sufrió una indeseable exposición nacional como mafioso.
A finales de mayo de 1951, Adonis y varios asociados se declararon en Nolo contendere ante los cargos formulados de operar tres salas de apuestas ilegales en Lodi, Nueva Jersey y Fort Lee, Nueva Jersey. El 28 de mayo de 1951, Adonis fue sentenciado en Hackensack, Nueva Jersey, de dos a tres años en la prisión estatal.

## Deportación y muerte
El 6 de agosto de 1953, en una audiencia en la prisión de Adonis, el Departamento de Justicia de los Estados Unidos ordenó la deportación de Adonis a Italia. El gobierno alegó que Adonis era un extranjero ilegal. Adonis se enfrentó a la deportación alegando que era un ciudadano nacido en los Estados Unidos. El 9 de agosto de 1953, Adonis fue liberado de prisión en Nueva Jersey.
El 3 de enero de 1956, Adonis voluntariamente abandonó Nueva York en un trasatlántico hacia Nápoles, Italia. Su esposa e hijos se quedaron en Nueva Jersey.
Una vez en Italia, Adonis se trasladó a un apartamento de lujo en el centro de Milán. Adonis podría haberse reunido con Luciano en Nápoles pero no hay prueba de ello. Con el tiempo, Luciano que estaba con problemas económicos se volvió envidioso del rico Adonis por no ayudarlo. El 26 de enero de 1962, Luciano murió de un ataque al corazón en Nápoles a la edad de 64. Adonis asistió al funeral en Nápoles, llevando un enorme arreglo floral con las palabras "So Long, Pal" (en español: "Hasta luego, amigo").
En junio de 1971, el gobierno italiano forzó a Adonis a dejar su residencia en Milán y mudarse a Serra de' Conti, un pequeño pueblo cerca del mar Adriático. Adonis fue uno de los 115 sospechosos reubicados en Serra de' Conti después del asesinato en mayo de Pietro Scaglione, el fiscal público de Palermo, Sicilia. A fines de noviembre de 1971, la policía italiana transportó a Adonis a una pequeña cabaña en un cerro cerca de Ancona, Italia, para interrogarlo. Durante el largo interrogatorio y algún tratamiento abusivo, Adonis sufrió un ataque cardiaco. Fue llevado a un hospital regional en Ancona donde murió varios días después el 26 de noviembre de 1971.

### Entierro
El gobierno estadounidense permitió a la familia de Adonis reclamar el cuerpo de vuelta a los Estados Unidos para su entierro. La misa funeral se celebró en la iglesia católica de la Epifanía en Cliffside Park, Nueva Jersey, a la que asistió sólo su familia cercana. Está enterrado en el Madonna Cemetery en Fort Lee, Nueva Jersey bajo el nombre de Joseph Antonio Doto.

## En la cultura popular
- Adonis es mencionado en The Valachi Papers (1972), protagonizada por Charles Bronson.
- Adonis es interpretado por James Purcell en la película Gangster Wars (1981) y en la serie de televisión de 1981 The Gangster Chronicles.[31]
- En Bugsy (1991), Adonis es interpretado por Lewis Van Bergen.
- Adonis es interpretado en la película de televisión Lansky (1999) por Sal Landi, y Casey McFadden como el joven Adonis.[32]
- Adonis aparece en la serie documental para televisión American Justice, que se emitió en A&E, y en The Making of the Mob: New York (2015), que se emitió en AMC.